# Renault Wind
Renault Wind er en coupé-cabriolet fra den franske bilfabrikant Renault. Bilen blev præsenteret på det 80. Geneve Motor Show den 2. marts 2010 og kom på markedet i Europa i september samme år.
Wind er bygget på platformen fra Twingo II og bygges ligesom den i Novo Mesto i Slovenien. Den elektrisk nedfældelige hardtop kan på 12 sekunder klappes ned i bagagerummet. Bilen er i modsætning til prototypen med samme navn fra 2004 en ren topersoners bil uden nødbagsæde.

## Design
Det primære kendetegn for Wind er dens L-formede, 180° oplukkelige kaleche, ligesom på Ferrari 575 Superamerica.

## Udstyrsvarianter
Renault Wind findes i udstyrsvarianterne Dynamique og Night&Day med 4 metal- og 1 almindelig lak.

## Motorer
| Model       | Cylindre | Ventiler | Slagvolume cm³ | Max. effekt kW (hk) / omdr. | Max. drejningsmoment Nm / omdr. | 0-100 km/t sek. | Topfart km/t | Byggeår  |
| ----------- | -------- | -------- | -------------- | --------------------------- | ------------------------------- | --------------- | ------------ | -------- |
| TCe 100     | 4        | 16       | 1149           | 75 (102) / 5500             | 155 / 3500                      | 10,5            | 190          | 9/2010 − |
| 1.6 16V 135 | 4        | 16       | 1598           | 98 (133) / 6750             | 160 / 4400                      | 9,2             | 201          | 9/2010 − |

- Bagfra
- Wind GORDINI